# Milota Havránková
Milota Havránková (* 7. srpna 1945 Košice) je slovenská fotografka. Vystudovala obor fotografie na Střední umělecko-průmyslové škole v Bratislavě (1963) a následně obor kamery na Filmové a televizní fakultě Akademie múzických umění v Praze u profesora Jána Šmoka (1969).
„Pražské kulturní prostředí a tvůrčí kvas českého filmu byl v té době na světové úrovni, a to díky silným osobnostem, které zároveň učili na škole. Vytvářeli svobodu v nesvobodě plné euforie. Prolínaly se zde dva proudy vizuální kultury. Byla to česká nová vlna a surreálný film, který přišel ze Západu. Díky akademické půdě nám promítali všechny zakázané filmy. Uvolněné prostředí mě začalo inspirovat k experimentu inscenovaných prvků ve fotografii a filmu, začala jsem všechno intenzivně vnímat a nasávat.“
V polovině 60. let byla společenská situace natolik příznivá, že autorčina první veřejná výstava v roce 1969 se mohla uskutečnit v západoněmeckém Tübingenu během mezinárodního sympozia vysokoškolských studentů. V roce 1972 nastoupila pedagogickou dráhu na Střední umělecko-průmyslové škole v Bratislavě. Vlastní tvorba Miloty Havránkové měla od počátku blízko k experimentálnímu inscenovanému příběhu. Její fotografie vždy úzce souvisely i souvisí s jejím osobním příběhem, který byl vždy plný odvahy a novátorských výzev.
Havránková zkouší nové technologie a možnosti, přesahuje do architektury, malby i módního designu. Přes třicet let učí mladé lidi, zformovala „slovenskou novou vlnu“ úspěšných fotografů, kteří dodnes zásadně ovlivňují českou fotografickou scénu. Svým tvůrčím přístupem významně ovlivnila velkou část střední a mladé generace slovenské umělecké scény.

## Studium
- 1959–1963 – Střední umělecko-průmyslová škola v Bratislavě, Slovensko
- 1965–1969 – Filmová a televizní fakulta Akademie múzických umění v Praze

## Životopis
- 1963–1965 – fotoreportérka – Filmové ateliéry Koliba, Bratislava
- 1969–1971 – ve svobodném povolání
- 1972–1977 – Střední umělecko-průmyslová škola v Bratislavě, odborný pedagog na oboru Výtvarná fotografie
- 1977–1991 – ve svobodném povolání
- 1991 – Vysoká škola výtvarných umění v Bratislavě, odborný pedagog, vedoucí ateliéru Výtvarná fotografie, členka Akademického senátu VŠVU
- 1994 – 2005 – Filmová akademie múzických umění v Praze, vysokoškolský pedagog na Katedře fotografie
- 1995 – docentka, habilitována v oboru fotografie na FAMU Praha
- 2002 – 2007 – vedoucí katedry fotografie a nových médií VŠVU, členka odborové rady VŠVU, členka umělecké rady VŠVU
- 2006 – jmenovaná vysokoškolskou profesorkou v oboru Volné umění prezidentem SR v Bratislavě
- 2007–2011 – ředitelka galerie PF 01 Studentského půjčkového fondu, Bratislava
- 2012–2013 – pedagog na Katedře fotografie, Filmová akademie múzických umění v Praze
- 2013 – ? – vedoucí ateliéru Fotomédia, Akademie umění Banská Bystrica

## Samostatné výstavy (výběr)
- 1969 Tübingen (Německo), Studentengalerie, Milota Marková
- 1970 Krakov (Polsko), Foto Galerie, Milota Marková
- 1973 Bratislava (Česko-Slovensko), Komorní galerie, Profil Markovy kompozice
- 1974 Vysoké Mýto (Česko-Slovensko), Galerie nemocnice, Milota Marková
- 1975 Martin (Česko-Slovensko), Národní divadlo, Žena v české literatuře
- 1977 Nové Zámky (Česko-Slovensko), Městská galerie, Milota Havránková
- 1978 Bratislava (Česko-Slovensko), Galerie Cypriána Majerník, Milota Havránková
- 1980 Vratislav (Polsko), Vratislavská galerie Foto Medium Art, Monumentální fotografie
- 1982 Varšava (Polsko), Foto galerie, Monumentální fotografie
- 1988 Bratislava (Česko-Slovensko), Galerie SFVU, Dílo Trenčín (Česko-Slovensko), Galerie SFVU, Dílo Košice (Česko-Slovensko), Galerie SFVU, Dílo
- 1989 Eisenstadt (Rakousko), Burgenladisches Landesmuseum
- 1991 Bratislava (Slovensko), Galerie X Style, stálá autorská prodejní výstava, textil a fotografie
- 1992 Kristiansand (Norsko), Galleri 101, Fotodesign – autorská prohlídka textilního designu
- 1994 Klagenfurt (Rakousko), ARS Temporis
- 1994 Praha (Česko), Galerie Mladá Fronta, inaugurační
- 1995 Lublin (Polsko), Galeria Teatru NN – Milota Havránková – Fotografie – video projekce
- 1995 Bratislava (Slovensko), Hotel Danube, Světlo a fotodesign – video projekce – prohlídka modelů a výstava fotografií
- 1996 Praha (Česko), Galerie Řásnovka, Milota a její hosté – fotografie a textilní prohlídka
- 1997 Praha (Česko), Národní galerie – Veletržním paláci, digitální fotografie – fotografický design s prohlídkou fotomodelov
- 1997 Bratislava (Slovensko), Měsíc fotografie, grafiky – sítotisku v textilní tvorbě – foto
- 2000 Cheb (Česko), Galerie G4, Milota Havránková – fotografie
- 2000 Praha (Česko), Komorní galerie domu fotografie Josefa Sudka, Nutná hra
- 2000 Košice (Slovensko), Galerie Nova, Milota
- 2004 Washington, DC (Spojené státy), Gallery of Koloman Sokol, Milota
- 2005 Washington, DC (USA), Gallery 10, Milota Havránková
- 2005 Bratislava (Slovensko), Galerie města Bratislavy, Zelený dům
- 2005 Praha (Česko), Gallery Art Factory, Zelený dům 2
- 2005 Bratislava (Slovensko), Galerie Nova, Rozhovor
- 2007 Nitra (Slovensko), Nitrianska galerie, V kružnici MH
- 2007 Martin (Slovensko), Turčianska galerie, Odkaz MH
- 2008 Vídeň (Rakousko), Slovenský institut, (Slovensko), Galerie Forzet, 07–00
- 2009 Londýn (Spojené království), Velvyslanectví České republiky, Modrá střecha
- 2010 Nové Zámky (Slovensko) Galerie umění Noteboom – Milota
- 2011 Levice (Slovensko) Muzeum města, Milota Havránková
- 2011 Praha (Česko), Artinbox galerie fotografie, Milota 66
- 2011 Londýn (Velká Británie), Saatchi Gallery, inBOND performing gallery
- 2012 Bratislava (Slovensko), Středoevropský dům fotografie, inBOND
- 2012 Krakov (Polsko), Pałac Sztuki, W stronę obrazu, Milota Havánková
- 2014 Praha (Česko), Galerie FOTORAfiC, Next page
- 2014 Bratislava (Slovensko), Galerie ECS – UMELKA výběr z tvorby 1964–2014
- 2015/2016 Praha (Česko), Galerie města Prahy, Milota Havránková: MILOTA
- 2019/2020 Košice (Slovensko), Východoslovenská galerie, Milota Havránková / TORZO – Laboratoř věčných návratů
- 2020 Praha (Česko), Leica Gallery, Pohled z Okna
- 2024 Bratislava (Slovensko), Galéria mesta Bratislava, Modrá strecha

## Ceny a ocenění
- 1992 Mezinárodní bienále uměleckých řemesel, Bratislava, Podvědomé souhry – čestné uznání
- 1995 Fotografická publikace roku, Czech photo, Praha. katalog MILOTA 1974 – 1994
- 1997 Mezinárodní veletrh módy, STYL 97, Brno, zvláštní cena redakce Evy
- 2007 ocenění Křišťálové křídlo v kategorii Výtvarné umění
- 2010 TV Galerie elity národa.sk, GEN.sk Milota Havránková
- 2011 Ocenění Identifikační kód za výtvarné umění ve fotografii
- 2014 Cena národní rady za humanitní vzdělávání a kulturu v oblasti fotografie
- 2014 Cena profesionálních fotografů SDEF – osobnost roku fotografie
- 2016 Cena Nadace Tatra banky za umění 2016
- 2022 Státní vyznamenání Pribinův kříž I. třídy za mimořádné zásluhy o kulturní rozvoj Slovenské republiky

## Zastoupení ve sbírkách
- Matice slovenská, Turčianská galerie, Literární muzeum (Martin, Slovensko), Uměleckoprůmyslové muzeum (Praha, Česko), Moravská galerie (Brno, Česko), Slovenská národní galerie (Bratislava, Slovensko)